# 孔垂柱
孔垂柱（1953年6月—2014年7月12日），云南宣威人，中华人民共和国政治人物。1974年4月加入中国共产党。中共中央党校党建专业在职研究生学历。

## 生平
历任中共宣威县委副书记、书记。曲靖地区行政公署副专员，云南省人民政府副秘书长，保山地委书记，云南省水利厅厅长等职。2003年1月，任云南省人民政府副省长，分管农业、水利、林业、扶贫等工作，兼武警云南森林总队第一政治委员、党委第一书记。2013年1月，任云南省人大常委会常务副主任、党组副书记。同年2月，当选为第十二届全国人大代表。
2014年2月13日，中央第五巡视组（组长徐光春）向云南省反馈巡视情况，指出了云南省在廉政建设中存在的诸多问题。同时，巡视组收到了反映一些领导干部的问题线索，已按有关规定转中央纪委、中央组织部有关部门处理。同年3月全国两会期间，孔垂柱一直住院接受治疗。他最后一次公开露面是在2014年2月底3月初，以云南代表团副团长的身份出现在媒体报道。3月9日，即孔垂柱以前的秘书、时任云南省副省长沈培平落马当天，孔垂柱便消失于公众视野。报道称，3月9日晚，正在北京开会的孔垂柱在酒店客房内吞服过量药物自杀未遂，送解放军301医院治疗，又被查出是艾滋病病毒携带者。从301医院出院后被送回云南，接受监护治疗。3月底，在云南省政府招待处紫源宾馆客房内用碎玻璃杯割腕和自刎的方式再次自杀，未遂，送至武警云南省总队医院ICU病房治疗。3月28日，云南省第十二届人大常委会第八次会议召开，省人大常委会副主任杨应楠（曾任云南省委常委、秘书长）受省人大常委会主任秦光荣（云南省委书记）、副主任孔垂柱委托，主持此次会议。这表明杨应楠已暂时接替孔垂柱，主持省人大常委会工作。会议议题之一是决定免去沈培平的副省长职务。因此也有人认为，孔垂柱自杀是因为老下属被查，心理压力过大导致的。5月，基本康复，曾婉拒财新网记者的采访请求。云南省人大常委会办公厅秘书处相关负责人对记者表示，孔是因病住院。5月29日，云南省第十二届人大常委会第九次会议召开，经表决，决定接受孔垂柱同志辞去云南省第十二届人大常委会副主任职务。
2014年7月12日，在昆明去世。7月15日发布的官方报道只有短短42个字：“云南省人大常委会原常务副主任、党组副书记孔垂柱同志因病于2014年7月12日在昆明去世。”将孔的死因归为疾病，保留了“同志”的称呼，但完全没有提到他身后的追悼活动。其云南省人大代表和全国人大代表资格自然终止。他去世的原因在云南传言甚多，更多人认为他是跳楼自杀，也有人认为是因病医治无效。

## 评价
据媒体报道，孔垂柱生活不检点在当地早已不是新闻，他早在2009年就被查出艾滋病，生前曾与沈培平和另一名在职高官共享三个情妇，曾任保山市副市长、隆阳区委书记的耿梅（2019年落马）可能就是他们的情妇之一。
他的识人不明也颇受诟病。孔担任保山地委书记期间先后重用的三位秘书（地委副秘书长）——沈培平、钟磊和杨国瞿——都先后“出事”：沈培平于1998年出任腾冲县委书记，后多次升迁，于2013年接替退居二线的孔垂柱，出任云南省人民政府分管农业、水利、林业、扶贫等工作的副省长，2014年3月因贪腐落马，2015年12月以受贿罪被判处有期徒刑12年；钟磊于2002年出任龙陵县（国家级贫困县）委副书记、县长，2006年5月因贪腐落马，2007年1月以受贿罪被判处有期徒刑10年，同年4月因查出漏罪再被判处有期徒刑5年，决定合并执行有期徒刑12年；杨国瞿于2001年出任昌宁县委书记，是云南省当时最年轻的县委书记（39岁），2005年6月14日因情感纠葛杀害自己的情妇并进行分尸，7月以故意杀人罪一审被判处死刑，二审维持原判，8月1日被执行死刑。云南省一位退休高级警官认为，杨这么快就被执行死刑，“恐怕是有人担心他说出其他事情，希望他立即闭嘴。”同时期发生的河南省副省长吕德彬雇凶杀妻案性质更加恶劣，“中央政府的注意力转向河南，云南的事情就这么过去了。”
素有“反腐斗士”、“反腐愚公”之称的云南省政协原副主席杨维骏称，孔垂柱去世、沈培平落马，云南官场的问题仅仅掀开一角。“治理云南官场，比治理滇池更难。”
孔垂柱任云南省副省长期间对云南农业产业结构转型有一定贡献，将云南的农业支柱由烟草和茶叶转为高原特色农业，包括鲜花、水果和中草药。

## 轶事
2012年4月，孔垂柱前往遭受严重旱灾的大理州宾川县考查，为宾川县题写了“云南省高效节水农业示范县”石碑，落款时间为2012年11月。2013年9月，孔垂柱前往大理市调研，为太和城遗址题写了“中国云南茶花种质资源库”石碑，落款时间为2013年1月。2014年8月31日，有大理市民发现，太和城遗址石碑上孔垂柱的落款被人用沥青或黑油漆涂掉。9月5日，又有网友发现，宾川县石碑上的落款被人用打磨机或砂纸磨掉。孔垂柱题字的行为被指违反了习近平2012年12月提出的“中央八项规定”。

## 相关人物
- 李嘉廷：云南省委原副书记、省政府原省长，孔垂柱任保山地委书记和水利厅厅长时期的上司，2001年落马，被判死缓
- 沈培平：云南省政府原副省长，孔垂柱任保山地委书记时期的秘书，也是孔的操盘手，称其为“孔老板”，2014年落马，被判有期徒刑12年